# Fähre Drösing–Veľké Leváre
Die Fähre Drösing–Veľké Leváre war eine Fähre über die March zwischen den Orten Veľké Leváre in der Westslowakei und Drösing in Niederösterreich.

## Geschichte
Ein regelmäßiger Betrieb der Fähre existierte seit 1649, wobei Menschen und Kutschen mit der Fähre und auf Booten auf die andere Seite der March befördert wurden. Der Fährmann war zugleich Wirt und betrieb an beiden Seiten der March ein Gasthaus. Als Fähre diente damals eine 8 × 10 Meter große, eiserne Plätte, auf dem ein Pferdewagen samt Heuladung Platz fand. Daneben gab es ein Boot für bis zu sechs Personen.
Genutzt wurde die Fähre vor allem von der lokalen Bevölkerung, die landwirtschaftliche Flächen auf der anderen Seite der March besaß, sowie von slowakischen Arbeitern die nach Österreich pendelten. Aufgrund der hohen Frequenz wurde in den 1870ern versucht, eine Brücke zu errichten, das Projekt scheiterte jedoch an der Finanzierung. Aus den Jahren 1887/88 existiert ein Beleg, zufolge dessen es möglich war, mit der Fähre 190 Menschen oder 16 Pferde auf einmal oder auch vier mit je einem Paar Pferde bespannte Wagen zu überführen. Bis 1902 versorgten zudem österreichische Ärzte die Kranken in Veľké und Malé Leváre.
Nach dem Zweiten Weltkrieg war der freie Verkehr nach Österreich untersagt, womit 1945 der Fährverkehr eingestellt und das Überfuhrgasthaus geschlossen wurde. Die Anlagen wurden 1948 abgetragen.
Noch heute ist Stelle der ehemaligen Fähre der Endpunkt der Landesstraße 7, die in diesem Abschnitt auch Überfuhrstraße genannt wird.